# Robert Menzies
Robert Menzies, född 20 december 1894 i Jeparit, Victoria, död 15 maj 1978 i Melbourne, Victoria, var en australisk politiker. Han var landets premiärminister 1939–1941 och 1949–1966.

## Biografi
Menzies arbetade som advokat i Melbourne och gav sig in i politiken 1928. Han var justitieminister i det federala parlamentet 1934–1939 och blev premiärminister 1939 och ledare för United Australia Party (Liberala partiet). Han avgick 1941, eftersom hans kollegor uttryckte missnöje med hur han ledde Australiens krigsinsatser.
1949 blev han premiärminister i en koalitionsregering mellan Liberala partiet och Country Party. Han omvaldes 1951, 1954, 1955, 1958, 1961 och 1963. Han avgick som premiärminister 1966 och förblir, trots sin rekordlånga regeringsperiod, den siste australiensiske premiärministern att frivilligt lämna posten (efterföljare har alla blivit avsatta antingen som partiledare, i allmänna val eller – Menzies' efterträdare Harold Holt – avlidit vid posten).